# Aphidius propinquus
Aphidius propinquus är en stekelart som beskrevs av William Harris Ashmead 1902. Aphidius propinquus ingår i släktet Aphidius och familjen bracksteklar. Inga underarter finns listade i Catalogue of Life.